# Doutrina do viés na justiça de Cingapura

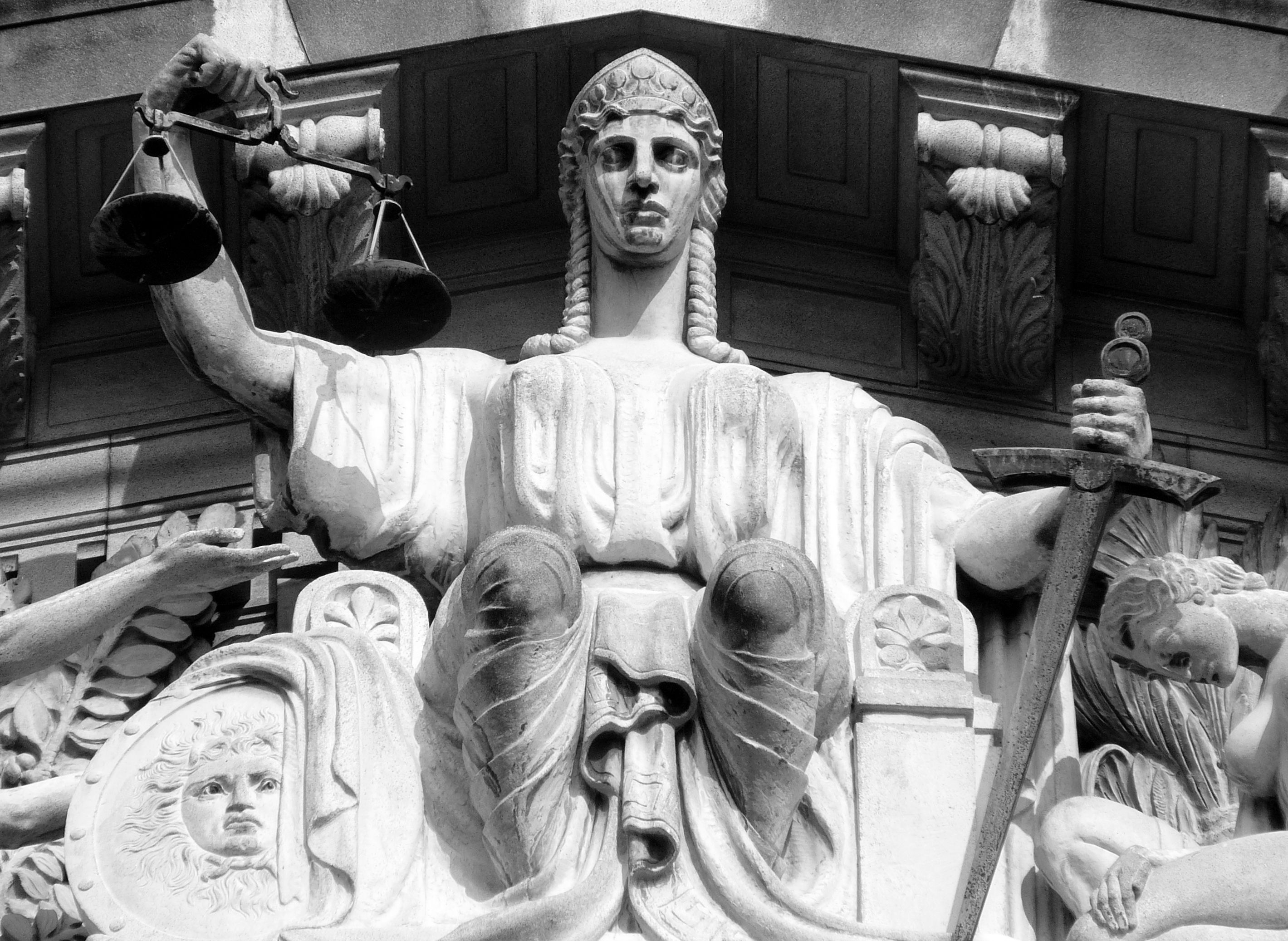
Uma representação da Lady Justice no tímpano do antigo prédio da Suprema Corte

O viés é um dos fundamentos do controle judicial no direito administrativo da Cingapura, no qual uma pessoa pode depender para contestar o julgamento de um tribunal ou ação ou decisão de uma autoridade pública. Existem três formas de viés, ou seja, viés real, imputado e aparente.
Se o viés real por parte de um juíz puder ser provado, o Tribunal Superior poderá anular a decisão. Casos de viés real são raros devido à dificuldade de provar a existência de uma mentalidade judicial enviesada. O viés imputado surge quando um responsável pelas decisões tem um interesse pecuniário (monetário) ou proprietário (relacionado à propriedade) na decisão que ele ou ela é encarregado de julgar. Os tribunais também estenderam a categoria de parcialidade imputada para as situações em que os juízes têm interesses pessoais e não pecuniários nas decisões. A existência de uma situação que leva a uma imputação de parcialidade justifica a desqualificação automática do decisor.
Mesmo que o viés real ou imputado não possa ser provado, uma aparição de viés já é suficiente para que um julgamento ou decisão seja anulado. O teste legal para estabelecer viés aparente em Cingapura tem sido o tema da controvérsia. Nos casos de Jeyaretnam Joshua Benjamin v. Lee Kuan Yew (1992) e Tang Liang Hong v. Lee Kuan Yew (1997), o Tribunal de Apelação afirmou que o teste deve ser uma "suspeita razoável", ou seja, o tribunal deve questionar-se se "uma pessoa sensata e justa sentada no tribunal e ciente de todos os fatos relevantes tem uma suspeita razoável de que um julgamento justo para o requerente não foi possível". No entanto, após uma série de casos que determinaram que um teste de "verossimilhança real" deveria ser aplicado no Reino Unido, o Tribunal Superior em Tang Kin Hwa v. O Conselho de Praticantes da Medicina Tradicional Chinesa (2005) manifestou através do escopo do obiter de que não havia de fato nenhuma diferença material entre os dois testes. No Re Shankar Alan s/o Anant Kulkarni (2006), um outro juiz do Tribunal Superior discordou dessa visão, afirmando de que o teste de suspeita razoável é menos rigoroso, pois requer um padrão de prova mais fraco do que a satisfação em um Ônus legal da prova . Ele expressou preferência pelo teste de suspeita razoável ao teste de verossimilhança real. Em janeiro de 2013, o Tribunal de Apelação ainda não havia se pronunciado sobre o assunto.

## Doutrina do viés
O viés é um dos fundamentos da revisão judicial em Cingapura . Um aspecto do princípio nemo iudex in causa sua – ninguém deve ser juiz em causa própria – que é considerado um dos alicerces idênticos da justiça natural . [1] Como Lord Hodson colocou em Ridge v. Baldwin (1963), [2] uma das características da justiça natural é "o direito de ser ouvido por um tribunal imparcial". [3]
Antes de Ridge v. Baldwin, a lei do Reino Unido estabeleceu uma distinção entre situações em que os decisores estavam sob o dever legal de agir judicialmente ou quase judicialmente e situações em que se considerava que agiam de maneira puramente administrativa. Os decisores só foram obrigados a cumprir os requisitos da justiça natural na primeira situação. [1] A posição em Cingapura foi a mesma. Em um antigo caso da Straits Settlements originário de Cingapura, Alkaff and Co. v. The Governor in Council (1937), [2] a Straits Settlements Court of Appeal observou que, para que a lei relativa ao viés se aplicasse ao Comissário de Terras, era "primeiramente necessário que o Tribunal estivesse convencido de que ele estava agindo em capacidade judicial ou quase judicial". [3] No entanto, em Ridge v. Baldwin, a House of Lords, considerou essa distinção falsa. Fazendo assim, a situação jurídica todas as autoridades públicas hoje, sejam juízes ou funcionários administrativos, devem cumprir as regras da justiça natural. [1]
O dever das autoridades públicas para evitar o viés expressado na decisão Re Singh Kalpanath (1992) [1] do Supremo Tribunal de Cingapura por Chan Sek Keong da seguinte forma: "Espera-se que um juiz mantenha o mais alto padrão de conduta no exercício de suas funções. Ele deve ter uma mente aberta e imparcial para a determinação da disputa diante dele e não deve agir de forma alguma que comprometa a integridade do processo judicial." [2] Em Kalpanath, foi declarado que existem três tipos de viés: viés real, imputado e aparente. [3]

## Viés real
Se a parcialidade real por parte de um juiz ou tribunal pode ser comprovada por uma das partes no processo legal, ou por parte de uma autoridade pública por uma pessoa prejudicada por sua decisão, o Tribunal Superior pode anular o julgamento ou decisão. Um decisor será considerado de fato tendencioso se for demonstrado que ele ou ela foi influenciado pela parcialidade na tomada da decisão ou foi realmente prejudicado na tomada da decisão. [1] Em Chee Siok Chin v. Attorney-General (2006), [2] alegações de parcialidade real foram feitas beseads nas ações da juíza Belinda Ang . Sua falha em impedir que o advogado oponente interrompesse o recorrente foi supostamente reflexo de um estado de espírito tendencioso. [3] A juíza Ang adotou o ponto de vista em Locabail (UK) Ltd. v. Bayfield Properties Ltd. (1999) [4] que os casos de viés real são raros devido à dificuldade de provar a existência de uma mentalidade judicial preconceituosa. Em vez disso, a intuição da lei "é proteger os litigantes que podem se dispensados do ônus menor de mostrar um perigo real de parcialidade sem exigir a demonstração que tal parcialidade realmente existe". [5]
As alegações de viés real sob Chee Sok Chin foram consideradas "totalmente inúteis e ridículas", no sentido de que "um observador justo e coerente dificilmente, baseado nestes fundamentos fracos", concluiria que a Juíza Ang "seria incapaz de fazer uma objeção e decisão imparcial dos assuntos" diante dela como outro juiz imparcial faria. [1] Citando Tang Liang Hong v. Lee Kuan Yew (1997), [2] um caso de viés aparente, o juiz disse que as alegações de viés real precisam ser baseadas em fatos que são "substancialmente verdadeiros e precisos". [3]

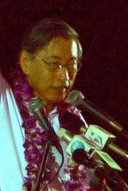
Chiam See Tong em maio de 2006. Em um caso de 1993 decorrente da contestação de Chiam contra sua expulsão do Partido Democrata de Cingapura, o Tribunal de Apelação considerou que o subcomitê disciplinar do Partido agiu de maneira tendenciosa.

Em Hennedige Oliver v. Singapore Dental Council (2007), [1] o Supremo Tribunal considerou que os membros do Comitê Disciplinar ("DC") do conselho não agiram de maneira tendenciosa em relação a Hennedige, embora tenham interrompido várias vezes o testemunho de Hennedige, e tratou a pessoa que registrou uma queixa contra Hennedige gentilmente, mas interrogou Hennedige de forma robusta e contestou veementemente suas evidências. Isso porque os membros do DC tinham o direito de buscar esclarecimentos de Hennedige. Além disso, seu depoimento cobria um fundamento muito mais amplo do que o do queixoso, e parte do depoimento oral de Hennedige no inquérito não constava de sua explicação por escrito. A natureza das respostas do Hennedige no inquérito justificou as perguntas adicionais, e ele deve ter esperado que seus colegas no DC o questionassem minuciosamente sobre suas declarações. [2]
Houve uma série de casos em que alegações de parcialidade real foram feitas. Na Wong Kok Chin v. Associação dos contadores de Cingapura (Singapore Society of Accountants) (1989), [1] o Supremo Tribunal considerou que as pessoas que ouvem processos disciplinares devem abordar a questão com uma mente aberta, sem pré-julgamentos. [2] Nesse caso, os membros do Comitê Disciplinar da Sociedade foram além de sua autoridade para abrir um inquérito, e fizeram com que a investigação tomasse um rumo para obter provas a fins de justificar a constatação de culpa. [3] Da mesma forma, na Associação Amadora de Atletismo de Cingapura (Singapore Amateur Athletic Association) v. Haron bin Mundir (1993), [4] o Tribunal de Apelação afirmou que as questões enviesadas e as visões preconcebidas do subcomitê disciplinar da Associação violaram a justiça natural. A audiência foi "mais como uma inquisição para justificar as opiniões corporativas dos apelantes" do que uma tentativa desiludida de encontrar a verdade. [5] No Chiam See Tong v. Partido Democrático de Singapura (1993), [6] Chiam contestou sua expulsão do partido político após uma audiência perante o comitê disciplinar do Comitê Executivo Central do Partido ("CEC"). O Tribunal Superior considerou que os membros do comitê disciplinar foram tendenciosos, o que se resultou no tom de confronto e hostilidade de alguns membros do CEC. Além disso, alguns deles atuaram como juízes em causa própria por terem sido objeto de denúncias feitas por Chiam, o que motivou o processo disciplinar. [7] [8]

## Viés imputado

### Decorrente de interesse pecuniário ou patrimonial

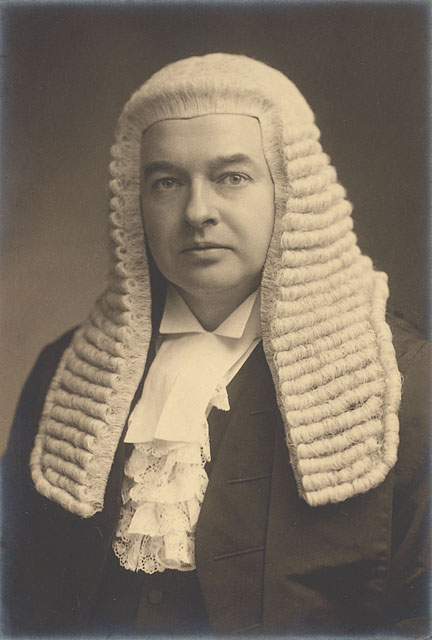
Supremo Chefe de Justiça Hewart, que, em R. v. Juízes de Sussex, ex parte McCarthy (1923), afirmou que "a justiça não deve apenas ser feita, mas deve ser manifestada e indubitavelmente vista como sendo feita".

O viés pode ser imputado a um decisor quando ele ou ela tem um interesse pecuniário (monetário) ou proprietário (relacionado à propriedade) na decisão que ele ou ela é encarregado de julgar. Essa forma de viés garante que o tomador de decisão seja automaticamente desqualificado do exercício de seus poderes. A regra é aplicada vigorosamente para proteger a máxima enunciada por Lord Chief Justice Hewart em R. v. Juízes de Sussex, ex parte McCarthy (1923) [1] que "a justiça não deve apenas ser feita, mas deve ser manifestada e indubitavelmente vista como sendo feita". [2]
Um interesse pecuniário ou proprietário pode surgir de duas maneiras. Primeiro, o tomador de decisão pode ter um interesse dessa natureza em uma das partes envolvidas em um assunto. Em segundo lugar, o decisor pode ter um interesse pecuniário ou de propriedade no resultado da decisão que lhe é atribuído. As duas situações não são mutuamente exclusivas - em 1999, o Tribunal de Apelações de Victoria considerou que não é mera participação acionária de um juiz em uma parte "mas sim o interesse potencial, criado por essa participação acionária, no objeto ou resultado do litígio que é o fator de desqualificação". [1] Um caso de referência a esse respeito é Dimes v. Proprietários do Grand Junction Canal (1852). [2] Nesse caso, o Lord Chancellor, Lord Cottenham, foi considerado como acionista de uma empresa que era parte em um processo que lhe foi apresentado. Como esse fato foi descoberto depois que Sua Senhoria ouviu a ação, ele foi desqualificado com base em seu interesse e o decreto que ele emitiu foi considerado anulável . A Câmara dos Supremos disse que é "um princípio estabelecido da lei constitucional que um homem não pode ser juiz em causa própria". [3] Em Alkaff, o Tribunal de Apelação de Straits Settlements reconheceu que um interesse financeiro pode afetar uma pessoa com viés. [4]
Ao considerar se existe um interesse pecuniário ou patrimonial, é irrelevante se o decisor foi realmente tendencioso ou não no desempenho de seus poderes. Embora seja praticamente possível exercer a imparcialidade em tal situação, é o comparecimento da justiça que está enraizada nesse princípio do jusnaturalismo. Em Dimes, o certiorari foi concedido para anular o decreto de Lord Cottenham devido ao seu interesse pecuniário no resultado do caso, embora, como afirmou Lord Campbell, "o que suponha-se que Lord Cottenham possa ser, no grau mais remoto, influenciado pelo interesse que ele tinha neste interesse". [1] Da mesma forma, no caso Alkaff, o chefe de justiça interino, Terrell, observou que a regra contra o viés se aplicava, embora, corroborando juiz de primeira instância, "[o comissário de terras] fosse de fato completamente imparcial. Ele conduziu seu inquérito em cada caso de forma metódica e exaustiva e com a maior justiça e imparcialidade". [2]
Em resposta à questão principal sobre o que constitui um interesse pecuniário ou proprietário, a tendência ao longo prazo tem sido no sentido de aumentar o grau do interesse o qual desqualificará os juízes. No século 19, sustentava-se que "qualquer interesse pecuniário direto, por menor que fosse" resultaria na desqualificação por parcialidade. [1] Em 1999, os tribunais passaram a aplicar uma exceção de minimis ao grau de interesse pecuniário exigido. No entanto, "qualquer dúvida deve ser resolvida em favor da desclassificação". [2]

### Decorrente de um interesse não pecuniário
Os tribunais estenderam a categoria de parcialidade imputada a situações em que os juízes têm interesses em decisões pessoais, mas não pecuniárias nem proprietárias. Um exemplo bem conhecido é o caso britânico R. v. Bow Street Metropolitan Stipendiary Magistrate, ex parte Pinochet Ugarte (No. 2) (1999). [1] A Amnistia Internacional era parte no caso, e a Câmara dos Supremos sustentou que Lord Hoffmann, sendo presidente de uma subsidiária da Amnistia, deveria ter sido automaticamente desqualificado para ouvir o caso. Isso ocorreu apesar do seu senhorio não ter interesse pecuniário nem proprietário no resultado do caso. [2] Observou: [3]
Se a imparcialidade absoluta do judiciário é mantida, deve haver uma regra a qual desqualifica automaticamente o juiz cujo está envolvido seja pessoalmente ou como diretor da empresa promovendo as mesmas causas na mesma organização como parte do processo. Não há espaço para distinções se o famoso ditado do Lord Hewart C.J. é posto em prática: é "de extrema importância que a justiça não apenas seja aplicada, mas também seja visível e inequivocamente percebida sendo feita [".]
O caso de Locabail [1] elaborou os fatores que podem levar a que tal viés seja imputado. O Tribunal de Apelação da Inglaterra e País de Gales reparou que, embora seja "perigoso e inútil tentar definir ou listar os fatores podendo ou não dar origem a um perigo real de viés", tal perigo pode ser encontrado se, dentre outras coisas, um juiz for considerado: [2]
... próximo de qualquer membro envolvido no caso, especialmente quando a credibilidade dessa pessoa possa ter influência na decisão; ou se, em casos anteriores, o juiz rejeitou evidências de alguém de forma direta, o que levanta questionamentos sobre sua abordagem às provas e indica uma predisposição que possa afetar futuras decisões; ou ainda, em qualquer questão pautada nos procedimentos perante ele,  o juiz manifestou opiniões extremas e desiguais durante a audiência, sugerindo que suas habilidades para resolver um problema através da imparcialidade e lógica judicial possam ser comprometidas; ou, por qualquer outro motivo, desde que exista fundamentação real para duvidar da capacidade do juiz de ignorar considerações extrínsecas, preconceitos ou preferências ao proferir um julgamento objetivo e relevante perante ele.

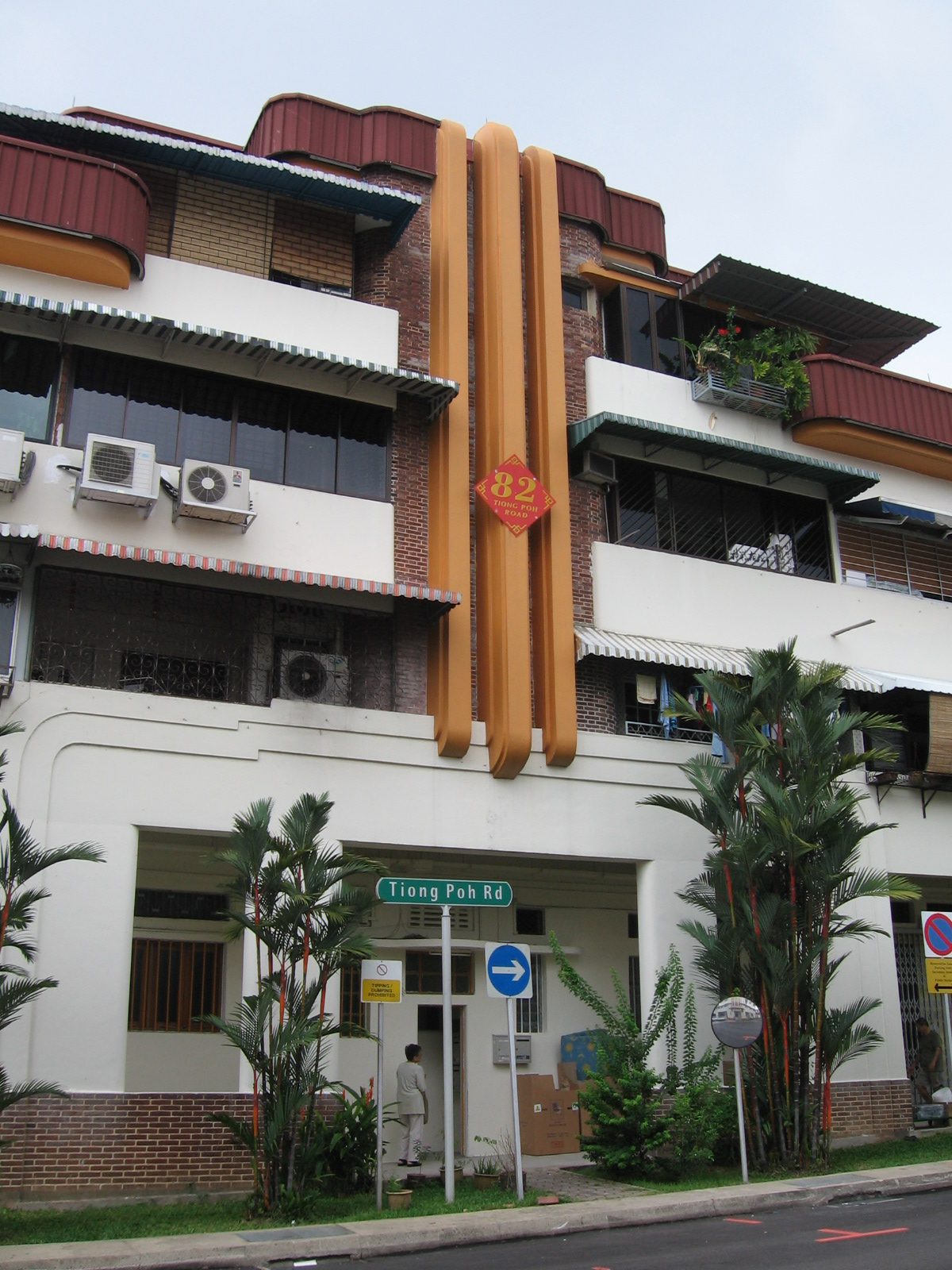
Prédio do Singapore Improvement Trust em Tiong Bahru Estate. Em um caso de 1937, o Tribunal de Apelação dos Estabelecimentos Estreitos considerou que havia uma possível chance de viés quando o Comissário de Terras foi nomeado pelo Governador-em-Conselho para examinar os méritos de certas propostas feitas pelo Fundo, embora o Comissário fosse um membro do Fundo.

Em Alkaff, [1] o Fundo de Melhoria de Cingapura (SIT) fez três propostas para a implementação de uma via de mão dupla. O Conselho do Governador nomeou o Comissário de Terras, ex membro do ex officio da SIT, para averiguar o mérito das propostas que por fim aprovou e emitiu os despachos. No que diz respeito função dupla do Comissário, os membros do tribunal concordaram que nas palavras do Chefe de Justiça dos Estados Federados da Malásia, Thomas, "existia um medo sobre o preconceito e a possibilidade de ser considerado enviesado [sic] infringindo o alto critério de que a justiça não deve somente ser aplicada, mas também visível". [2]
O viés imputado também foi referido em Yong Vui Kong v. Procurador Geral (2011) [1] o qual envolveu a questão de saber se o Presidente executa o poder da clemência a seu critério pessoal ou se é obrigado a agir de acordo com o conselho do Gabinete . O apelante alegou que Presidente do Supremo Chan Sek Keong, ex membro do Tribunal de Apelação que ouviu o assunto, logo, deveria ser automaticamente desqualificado. Segundo o recorrente isso ocorreu porque o Presidente do Supremo já havia sido anteriormente o Procurador Geral e, como tal, deve ter alertado o Presidente sobre o seu poder de decisão. A insinuação da submissão partindo do apelante era que o Chefe de Justiça teria que decidir o caso contra o apelante para encobrir qualquer negligência em seu conselho ao Presidente. [2] A Corte endossou o princípio da desqualificação judicial no caso de interesse pessoal, alegando “quando um juiz estiver pessoalmente interessado no resultado do caso que está diante dele, ele não poderá emitir um julgamento imparcial e objetivo sobre o caso. Se autorizado a julgar o caso, apesar desse risco, isso iria certamente minar a confiança do público na integridade da administração da justiça." [3] Em seguida, rejeitou o argumento do requerente baseando-se no princípio estabelecido pelo Tribunal de Apelação da Inglaterra e País de Gales em Locabail em que um juiz "estaria tão errado ao ceder a uma objeção tênue ou frívola quanto ignorar uma objeção fundamentada". [4] Na opinião do Tribunal, o pedido de desqualificação era frívolo e parecia ter como objetivo minimizar o processo judicial de tal forma que uma nova audiência deveria ser convocada. Além disso, a premissa central do requerimento –o Presidente poderia ter agido a seu próprio critério ao exercer o poder de clemência – era implausível. [5]
No que se diz respeito aos funcionários da justiça de Cingapura, há uma regra regulamentar que tal oficial não pode "investigar, julgar ou apresentar ao julgamento qualquer processo do qual seja parte ou esteja pessoalmente interessado". [1]

## Viés aparente

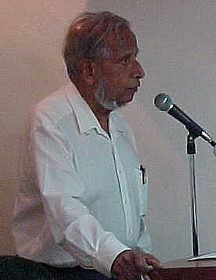
Joshua Benjamin Jeyaretnam político de oposição, em novembro de 2005. Durante um recurso de 1992 decorrente de uma ação movida contra ele pelo então primeiro ministro Lee Kuan Yew por calúnia em um comício político durante a eleição geral de 1988, o Tribunal de Apelação considerou que um teste de "suspeita apropriado" deveria ser aplicado ao determinar se havia parcialidade aparente de um juiz.

Independente ou não de juízes ou administradores serem realmente tendenciosos, a lei exige que eles se abstenham de casos em que possa haver a percepção de que são tendenciosos. Baseando-se na premissa de que “a justiça não deve apenas ser feita, mas também ser manifesta e indubitavelmente sendo feita”. [1] Como observou o Tribunal Superior em Chee Siok Chin [2], os tribunais do Reino Unido não exigem que seja demonstrado um viés real para remover um juiz da audiência desse caso. Em vez disso, sua postura é "proteger os litigantes que podem se livrar do ônus menor de mostrar um perigo real de parcialidade sem exigir que demonstrem que tal parcialidade realmente existe". [3]
Em Jeyaretnam Joshua Benjamin v. Lee Kuan Yew (1992), [1] o Tribunal de Apelação afirmou que ao determinar se existe um viés aparente, deve ser aplicado um teste de "suspeita apropriado", [2] ou seja, "uma pessoa sensata e justa sentada em um tribunal, conhecendo todos os fatos relevantes, possui uma suspeita razoável de que um julgamento justo para o requerente não foi possível"? [3] O teste de suspeita apropriado teve origem na Austrália, onde é conhecido como teste de "apreensão razoável". A posição atual na Austrália pode ser melhor resumida como: "[Um] juiz é desqualificado se um observador leigo e imparcial possa declarar que o juiz não é capaz de ter uma mente imparcial para a resolução da questão perante ele". [4] Esta é basicamente a mesma posição em Cingapura, como Tang Liang Hong v. Lee Kuan Yew (1997), [5] que aplicou os casos australianos Bainton v. Rajski (1992) [6] e Re JRL, ex parte CJL (1986), [7] indicam.
No caso Kalpanath, [1] o Comitê Disciplinar da Sociedade de Advocacia de Cingapura determinou que havia um caso minimamente sério para que uma ação disciplinar fosse tomada contra o requerente, um advogado. O réu, que era o presidente do Comitê Disciplinar, havia conversado em particular com uma testemunha material durante a audiência do requerente perante o comitê. O requerente alegou que isso considerava o respondente ser tendencioso e como resultado todo o Comitê foi contaminado pelo viés. [2] O processo acabou sendo anulado após a constatação de aparente viés.

### Casos no Reino Unido
No caso do Reino Unido R. v. Gough (1993),[1] a Câmara dos Supremos articulou um teste chamado "perigo real de viés". Corroborando com Lorde Goff de Chieveley, ao formular o teste apropriado de viés aparente, era "desnecessário ... exigir que o tribunal avaliasse o assunto através da ótica da pessoa razoável, pois o tribunal em casos como estes personifica o justo". Ele julgou que o teste deveria ser declarado em termos de "perigo real e não probabilidade real para garantir que o tribunal esteja pensando em termos de possibilidade e não de probabilidade de viés".[2]
No processo de Locabail, o Tribunal de Apelação observou que Gough não tinha recebido aprovação universal em algumas jurisdições.[1] O Tribunal obteve outra oportunidade de examinar o assunto no processo Re Medicaments e Classificações de Mercadorias Relacionadas (n.o 2) (2000).[2] A Comissão concluiu que, tendo em conta a jurisprudência do Tribunal Europeu dos Direitos do Humanos sobre o direito a um julgamento justo sob proteção do artigo 6.o da Convenção Europeia dos Direitos Humanos era se então necessário um "pequeno ajuste" no teste Gough. Primeiramente, um tribunal deve determinar quais são as características relevantes para a alegação de tendenciosidade por um juiz e depois perguntar se "um observador justo e informado" consideraria essas circunstâncias como "uma possibilidade real, um perigo real, ou os dois sendo o mesmo" de que o juiz foi tendencioso.[3]
Por fim, em Porter v. Magill (2001), [1] a Câmara dos Supremos reconsiderou sua decisão prévia em Gough à luz de Locabail e Re Medicaments . Aprovando o teste em dois estágios estabelecidos em Locabail conforme a mudança em Re Medicaments, sustentando que há viés aparente no momento em que "o observador justo e informado, levando em consideração os fatos abordados concluiria que há uma possibilidade real de que o tribunal fosse tendencioso ". A câmara omitiu a referência do "perigo real" a partir do teste pois não havia mencionado os casos do Tribunal Europeu de Direitos Humanos e "não servem mais a um propósito útil aqui". [2]
Os casos subsequentes se concentram a atenção no fato de que a opinião do observador informado se tornaria, às vezes de forma perigosa, muito próxima de se tornar a opinião da corte.[1] O que diz a este respeito, o tribunal deverá adotar o ponto de vista do público sobre os acontecimentos e não a ti própria. Esta distinção não é semântica, mas tem grande significado, pois significa a aceitação da percepção pública no processo judicial.

### Casos em Cingapura

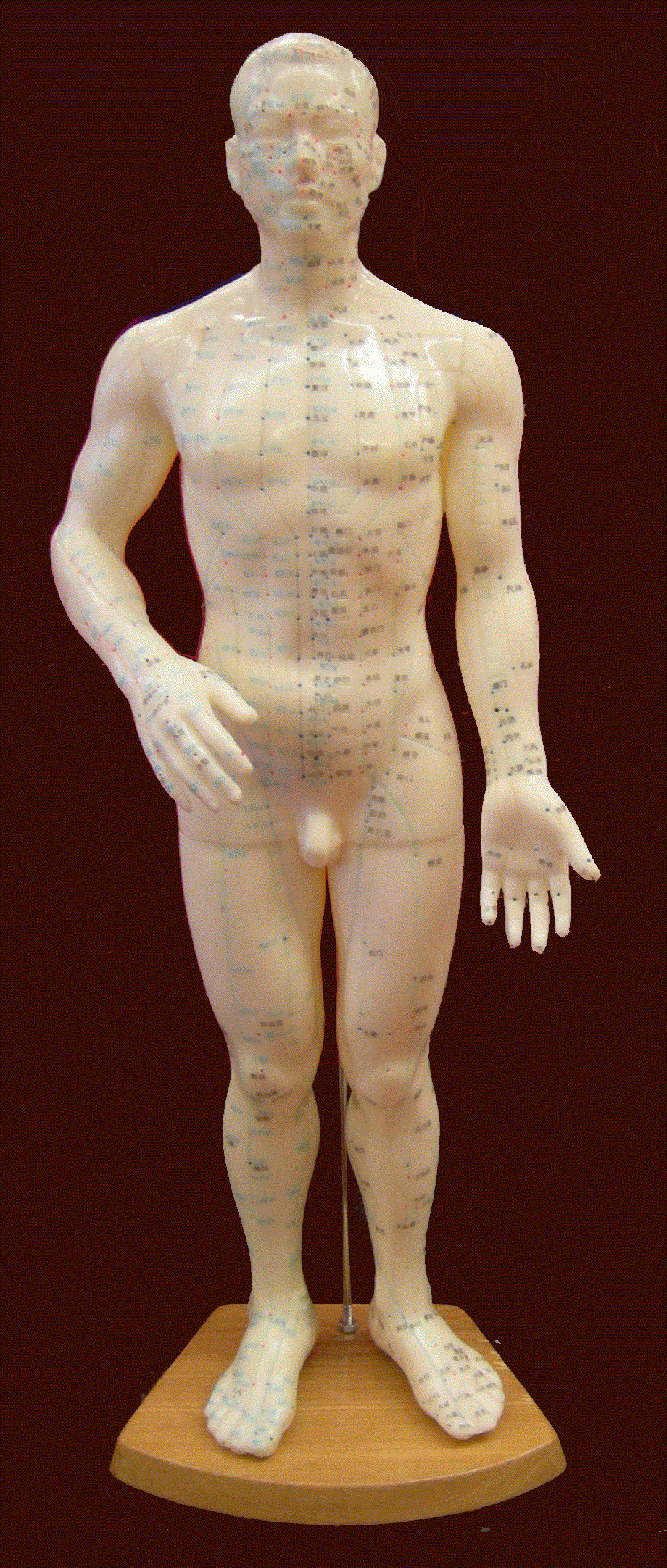
As alegações de um acupunturista sob qual havia um viés aparente em três membros do Conselho de Praticantes da Medicina Tradicional Chinesa que o haviam suspenso da prática levaram a um caso de 2005, no qual o Tribunal Superior manifestou sua opinião de que não há diferença factível entre os testes de "suspeita razoável" e "probabilidade real".

#### Tang Kin Hwa v. Conselho de Praticantes da Medicina Tradicional Chinesa (2005)
Mesmo que o viés real ou imputado não possa ser provado, uma aparição de viés já é suficiente para que um julgamento ou decisão seja anulado. O teste legal para estabelecer viés aparente em Cingapura tem sido o tema da controvérsia. Nos casos de Jeyaretnam Joshua Benjamin v. Lee Kuan Yew (1992) e Tang Liang Hong v. Lee Kuan Yew (1997), o Tribunal de Apelação afirmou que o teste deve ser uma "suspeita razoável", ou seja, o tribunal deve questionar-se se "uma pessoa sensata e justa sentada no tribunal e ciente de todos os fatos relevantes tem uma suspeita razoável de que um julgamento justo para o requerente não foi possível". No entanto, após uma série de casos que determinaram que um teste de "verossimilhança real" deveria ser aplicado no Reino Unido, o Tribunal Superior em Tang Kin Hwa v. O Conselho de Praticantes da Medicina Tradicional Chinesa (2005) manifestou através do escopo do obiter de que não havia de fato nenhuma diferença material entre os dois testes. No Re Shankar Alan s/o Anant Kulkarni (2006), um outro juiz do Tribunal Superior discordou dessa visão, afirmando de que o teste de suspeita razoável é menos rigoroso, pois requer um padrão de prova mais fraco do que a satisfação em um Ônus legal da prova . Ele expressou preferência pelo teste de suspeita razoável ao teste de verossimilhança real. Em janeiro de 2013, o Tribunal de Apelação ainda não havia se pronunciado sobre o assunto.
O Comissário Judicial Phang analisou que "não se deve fazer uma distinção nítida entre a perspectiva do tribunal e a do público" pois ambos são "partes integrais de um processo holístico". A realidade praticada em cada caso é que o tribunal tem de levar em consideração a perspectiva do público, logo então, invoca a pessoa razoável.[1] Ele advertiu que, ao decidir um caso, um tribunal deve se concentrar no fundamento e não ser desviado indevidamente pela terminologia utilizada.[2] No que diz respeito a qualquer teste, a justiça pode ser realizada e pode ser vista sendo realizada se o tribunal personificando a pessoa razoável ao adotar uma abordagem de bom senso sem depender de conhecimentos específicos tais como processos judiciais minuciosos ou de outros assuntos fora da bolha do público comum e bem informado.[3]

#### Re Shankar Alan s/o Anant Kulkarni (2006)
No ano subsequente, um juiz diferente do Tribunal Superior desviou-se da opinião tomada em Tang Kin Hwa. Em Re Shankar Alan s/o Anant Kulkarni (2006), o Comissário Judicial Sundaresh Menon respondeu definitivamente à pergunta deixada em aberto por Phang se os dois testes de viés aparente eram os mesmos.[1] Ele achava que havia uma diferença real entre suspeitas razoáveis e testes de probabilidade reais.[2] Na sua opinião a "suspeita" sugere a crença de que algo que talvez não seja provável ainda poderia ser possível. "Razoável" sugere que a crença não pode ser imaginária. Aqui, a questão é se é razoável para alguém abrigar as suspeitas nas circunstâncias, mesmo que o comportamento suspeito possa ser inocente. Por outro lado, a "probabilidade" aponta para algo ser provável, e "real" sugere que isso deve ser substancial em vez de imaginado. O inquérito é portanto mais dirigido ao ator do que ao observador. A problema reside no grau em que um determinado evento não é plausível ou possível.[3]
Menon discordou tanto de Lord Goff em Gough quanto do Comissário Judicial Phang em Tang Kin Hwa, pois ele pensava como a mudança do tópico do inquérito soaria para uma pessoa razoável se o juiz acha que há uma possibilidade suficiente de viés era "um ponto de partida importante".[1] Embora este seja um padrão mais baixo do que o constatado em um equilíbrio de probabilidades, isso é de fato instruído a mitigar a dificuldade de provar o viés real, particularmente dada a sua natureza insidiosa e muitas vezes partindo do subconsciente. O critério de suspeita razoável é, no entanto, aplicado uma vez convencendo o Tribunal de que um membro do público poderia conter uma suspeita razoável de viés, mesmo seo próprio tribunal pensasse que não havia perigo real disso nos fatos. A diferença é se o motivo da prova pertence ao forte interesse público em garantir a confiança do povo na administração da justiça.[2]
Em última análise, o Comissário Judicial Menon reiterou que o teste aplicável em Cingapura seria o teste de suspeita razoável, como o Tribunal de Apelação declarou em Jeyaretnam Joshua Benjamin e Tang Liang Hong. Ele também apresentou preferência por este teste pelas seguintes razões dentre outras:[1]
- Se o tribunal adotar o teste     de probabilidade real, na realidade exigirá que o queixoso demonstre que o     juiz realmente foi tendencioso, ainda com um nível de prova mais baixo de     acordo com grau de possibilidade.
- Há o risco de que, se o     teste de probabilidade real for aplicado, o tribunal determine o se é     possível ou provável que o juiz havia sido tendencioso. Por conseguinte, o     teste pode levar à insatisfação dos membros públicos na administração da     justiça, o que é precisamente o que a doutrina do viés aparente foi feita     para evitar.
- Consciente das consequências     negativas do teste de probabilidade real sob o juiz em causa e a     administração da justiça referida no parágrafo anterior, o tribunal pode     perder o fundamento da doutrina do viés aparente - que a justiça não é     apenas aplicada, mas sem sombra de dúvidas que o público deve ver na     prática.

Outrossim, Menon argumentou que o teste de probabilidade real exige que haja um grau mínimo de viés, mesmo sendo "totalmente impreciso" e "inerentemente subjetivo". Em contrapartida, o teste de suspeita razoável evita este problema uma vez que direciona a atenção do tribunal não para o grau de possibilidade de viés, mas sim para as suspeitas que o tribunal possui sobre um membro imparcial do público e que poderia na medida do possível entreter sobre os fatos.[1]
Shankar Alan não é a palavra final sobre o assunto. Corroboramos com o Comissário Judicial Phang em Tang Kin Hwan "uma opinião definitiva deve ser expressa pelo próprio Tribunal de Apelação de Cingapura. Os princípios do jusnaturalismo são tão fundamentais como qualquer interpretação ou elaboração dos mesmos deve conter nada menos do que o imprimátur do mais alto tribunal do país."[1] Em janeiro de 2013, o Tribunal de Apelação não tinha permissão para se pronunciar sobre esta questão.

#### Opinião dos acadêmicos
A opinião foi tomada pelos estudiosos de que não há diferença prática entre os testes de suspeita razoável e de probabilidade real. Num documento de 2008,[1] Lionel Leo e Chen Siyuan admitem que existe uma diferença mínima no significado dos Termos probabilidade real e suspeita razoável, mas partem do pressuposto que esta diferença é dificilmente material. A diferença entre os dois testes é imensamente reduzida e, na prática, é improvável que os dois testes produzam resultados diferentes na maioria dos casos.[2] Foi declarado em Cook International Inc. v. B. V. Handelmaatschappij Jean Delvaux (1985)[3] que o contraste entre os testes estava entre a suspeita razoável de viés, por um lado, e a aparência de uma probabilidade real de viés, por outro. Portanto, o que deve ser estabelecido é a aparência de uma possibilidade real de viés e isso é indiferente de estipular que um membro imparcial do público poderia ter uma suspeita razoável de que não era possível um julgamento justo para o litigante.[4]
O teste de suspeita razoável tem a intenção de proteger a confiança do público, mas Leo e Chen questionam a precisão deste teste e como ele realmente projetam a visão do público. O teste, tal como formulado no Jeyaretnam Joshua Benjamin, exige quea pessoa razoável esteja sentada no tribunal e ciente de todos os fatos relevantes. No entanto, não é sempre assim. A maioria do público só recebe informações incompletas, e assim, mesmo que um caso passe no teste de suspeita razoável, o público pode não estar satisfeito com a possibilidade de viés. Assim, o conceito de que o teste de suspeita razoável reflete a perspectiva do público torna-se exagerado.[1] A realidade prática é que quando a pessoa razoável é imbuído de todos os fatos relevantes, ele estará essencialmente na mesma posição que o tribunal. Portanto, a abordagem sugerida é que o tribunal, ao invocar a pessoa razoável, deve levar em consideração todas as circunstâncias relevantes e determinar se existe a suspeita ou a possibilidade de viés, tendo em conta a exclusão das considerações decorrentes das preferências pessoais, conhecimentos específicos e sofisticação jurídica do juiz individual.[2]
A senhora Sian Elias juíza-chefe da Nova Zelândia, observou em uma palestra na Academia de Direito de Cingapura em 2004 que embora a aparência de imparcialidade seja importante, é necessário reconhecer que bons juízes não podem ser "virgens ideológicos", e é desvantajoso exigir que sejam isolados da sociedade.[1][2] Ela notou que o público tem que confiar em juízes "que tenham uma mente aberta no julgamento", pois é sua responsabilidade profissional.[3]

## Exceções na doutrina enviesada

### Necessidade
A doutrina da necessidade é uma exceção à regra contra o viés e opera para evitar um erro da justiça.[1] De acordo com Anwar Siraj v. Tang I Fang (1982), a necessidade é a maior exceção de direito comum à regra geral de que um juiz que aparenta ser tendencioso ou preconceituoso deve desqualificar sua participação num processo.[2] Esta regra é rigorosamente estabelecida e significa que a desqualificação de um juiz não será permitida para destruir o único tribunal com poder de agir. A regra é aplicável independentemente se a desqualificação pode ser resultado de uma combinação de processos acusatórios, judiciais, interesses pecuniários, hostilidade pessoal ou viés.[3]
No entanto, há limitações à regra da necessidade. Uma limitação sugerida é que a regra seja inaplicável se a desqualificação de um membro ainda deixar o quórum de uma agência administrativa capaz de agir. Outra é que a regra da necessidade não justifica um advogado sentado onde possa ser demonstrado um viés real. [1]

### Renúncia
Após a revelação de que o juiz possa ser tendencioso, as partes no processo podem optar por solicitar que o juiz se afaste do processo e que seja iniciado por um outro. Se as partes optarem por prosseguir com a ação sem objeções ao juiz, logicamente que um tribunal iria inferir uma renúncia da acusação de viés se nenhuma das partes não tivesse levantado objeção a preconceitos no início do processo ou em qualquer momento durante o mesmo, seguindo a abordagem adoptada pela Locabail, que foi aplicada pelo Tribunal Federal da Malásia em M. G. G. Pillai/M. G. Tan Sri Dato' Vincent Tan Chee Yioun (2002).[1]
Em Locabail, Sra. Emmanuel e seus advogados não fizeram nada depois que o juiz demonstrou um conflito de interesses e só entraram em ação para reclamar do viés após descobrir que ela falhou em suas alegações. Foi considerado que a lei não permitiu que a Sra. Emmanuel ter o melhor proveito de ambas as partes, esperando para ver como as suas alegações no litígio se tornaram antes de prosseguir com sua queixa de viés.[1] Do mesmo modo no caso Pillai, embora o recorrente estava ciente de todos os elementos fundamentais que sustentaram a sua denúncia de viés antes da decisão, só decidiu queixar-se depois de ter perdido o recurso. O tribunal considerou que se ele não tivesse perdido, certamente ele não teria apresentado a moção. Dessa forma a doutrina da renúncia influenciou contra ele de forma abrupta.[2]

### Casos

#### Cingapura
- Alkaff and Co. v. The Governor in Council [1937] M.L.J. [Malayan Law Journal] 211, [1937] M.L.J. Rep. 202, [1937] S.S.L.R. [Straits Settlements Law Reports] 201, Court of Appeal (Straits Settlements).
- Re Singh Kalpanath [1992] 1 S.L.R.(R.) [Singapore Law Reports (Reissue)] 595, High Court (Singapore).
- Jeyaretnam Joshua Benjamin v. Lee Kuan Yew [1992] 1 S.L.R.(R.) 791, Court of Appeal (Singapore).
- Tang Liang Hong v. Lee Kuan Yew [1997] ICHRL 111, [1997] 3 S.L.R.(R.) 576, C.A. (Singapore).
- Tang Kin Hwa v. Traditional Chinese Medicine Practitioners Board [2005] SGHC 153, [2005] 4 S.L.R.(R.) 604, H.C. (Singapore).
- Chee Siok Chin v. Attorney-General [2006] SGHC 153, [2006] 1 S.L.R.(R.) 153, H.C. (Singapore).
- Re Shankar Alan s/o Anant Kulkarni [2006] SGHC 194, [2007] 1 S.L.R.(R.) 85, H.C. (Singapore).
- Yong Vui Kong v. Attorney-General [2011] SGCA 9, [2011] 2 S.L.R. 1189, C.A. (Singapore).

#### Outras jurisdições
- Dimes v. Grand Junction Canal Proprietors (1852) 3 H.L. Cas 759, House of Lords (UK).
- R. v. Sussex Justices, ex parte McCarthy [1924] 1 K.B. 256, High Court (Divisional Court) (England and Wales).
- R. v. Gough [1993] UKHL 1, [1993] A.C. 646, H.L. (UK).
- Webb v. R. [1994] HCA 30, (1994) 181 CLR 41, High Court (Australia).
- Locabail (UK) Ltd. v. Bayfield Properties Ltd. [1999] EWCA Civ 3004, [2000] Q.B. 451, Court of Appeal (England and Wales).

### Outros trabalhos
- Leo, Lionel; Chen, Siyuan (2008), «Reasonable Suspicion or Real Likelihood: A Question of Semantics? Re Shankar Alan s/o Anant Kulkani», Singapore Journal of Legal Studies (Dec 2008), pp. 446–454.
- Leyland, Peter; Anthony, Gordon (2009), «Procedural Impropriety III: The Requirements of Natural Justice/Fairness», Textbook on Administrative Law, ISBN 978-0-19-921776-2 6th ed. , Oxford: Oxford University Press, pp. 361–391.